# Nicolas Flamel (Harry Potter)
Nicholas Flamel (1325. – 1992.) alkemičar, jedini poznati tvorac kamena mudraca, legendarne supstancije koja ima moć pretvoriti svaku kovinu u čisto zlato, a proizvodi i eliksir života koji čini besmrtnim onoga koji ga pije. Nicholas Flamel svoj je 665. rođendan proslavio godinu dana prije radnje knjige Harry Potter i kamen mudraca. Živi sa svojom suprugom Perenellom, koja ima 658 godina, mirnim životom u Devonu. Osobno se nijednom ne pojavljuje u knjizi.
Flamel je prijatelj Albusa Dumbledora te su zajedno zaključili da Kamen mora biti uništen jer je postao meta Lorda Voldemorta, njegov način da dostigne besmrtnost. Dumbledore je potvrdio Harryju da će Flamel umrijeti, pošto kamen bude uništen, ali mu je ostalo dovoljno eliksira da sredi svoje račune.
J.K. Rowling lik Nicholasa Flamela bazira na stvarnoj osobi; francuskom alkemičaru koji je živio u 15. stoljeću u Parizu.
Njegov život nije nikakav mit, a njegova kuća u ulici Montmorency broj 51 sagrađena 1407. još uvijek stoji. Kažu da je pronašao kamen mudraca, koji bilo koji metal pretvara u zlato i stvara eliksir života te da je sa svojom ženom Perenellom postigao besmrtnost. O tome svjedoči i njegova prazna grobnica.